# 飛鳥部奈止麻呂
飛鳥部 奈止麻呂（あすかべ の なとまろ）は、奈良時代の官人。氏姓は安宿公・百済安宿公・飛鳥戸造・安宿戸造とも。官位は正五位上・出雲掾。

## 出自
飛鳥部氏は河内国安宿郡を本拠とするとみられる百済系渡来氏族で、百済の24代王である末多王（東城王）の末裔とする。東大寺写経所経師に、安宿公広成（百済飛鳥戸伎美。河内国安宿郡の人）が見える。

## 経歴
孝謙朝の天平勝宝8歳（756年）出雲掾の任にあったが、朝集使として平城京に上っていた際に宴席を開いたところ、訪問した安宿王から弟の出雲守・山背王の消息を尋ねられた。そこで、奈杼麻呂は朝集使として出雲国を出発する際の送別の宴で詠んだ自らの和歌と山背王の和歌とを披露した。
この宴席は当時権力を握っていた藤原仲麻呂を打倒するための謀議の一つともされる。
称徳朝の天平神護元年（765年）正六位上から外従五位下に昇叙されている。
死後に娘の百済永継の子孫は百済宿禰の氏姓賜与を受けた。

## 官歴
注記のないものは『続日本紀』による。
- 天平勝宝8歳（756年）11月：見出雲掾[4]
- 時期不詳：正六位上
- 天平神護元年（765年） 正月7日：外従五位下